# Pak Phli (huyện)
Pak Phli (tiếng Thái: ปากพลี) là một huyện (amphoe) ở phía đông của tỉnh Nakhon Nayok, miền trung Thái Lan.

## Lịch sử
Huyện Pak Phli được thành lập năm 1893, lúc đó tên là Bung Rai (บุ่งไร่). Năm 1905, huyện đã được đổi tên thành Nong Pho (หนองโพธิ์). Cùng năm, trụ sở huyện đã được dời đến Ban Tha Daeng, Tambon Pak Phli, do đó tên huyện được đổi thành Khao Yai. Vườn quốc gia Khao Yai đã được thành lập năm ở khu vực này. Năm 1909 tên của huyện được đổi thành Pak Phli.

## Địa lý
Các huyện giáp ranh (từ phía tây theo chiều kim đồng hồ) là Mueang Nakhon Nayok của tỉnh Nakhon Nayok, Pak Chong của tỉnh Nakhon Ratchasima, Prachantakham, Mueang Prachin Buri và Ban Sang của tỉnh Prachinburi.

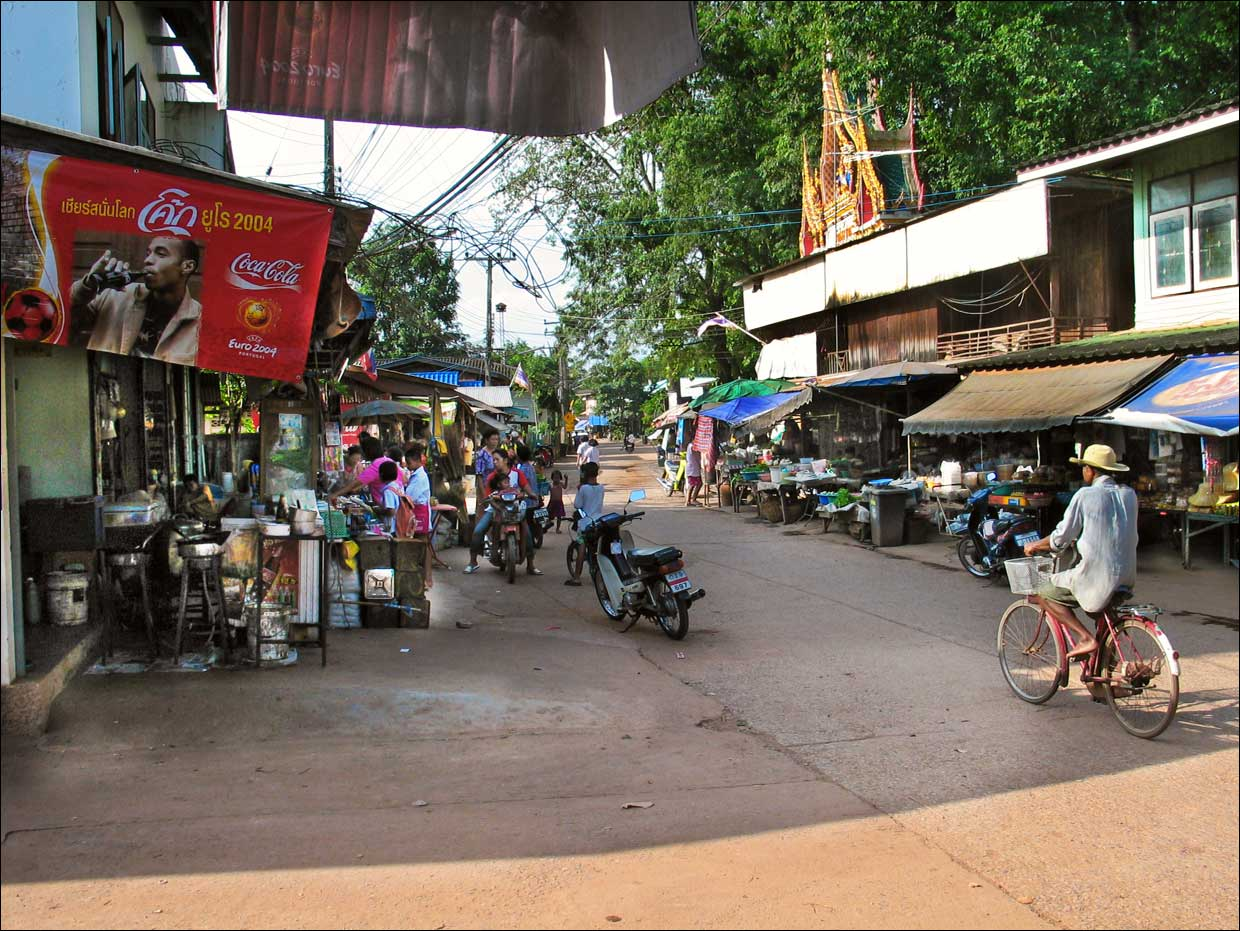
Đường chính ở Pak Phli

## Hành chính
Huyện này được chia thành 7 phó huyện (tambon), các đơn vị này lại được chia ra thành 51 làng (muban). Ko Wai là một thị trấn (thesaban tambon), nằm trên một phần của tambon Ko Wai. Có 7 Tổ chức hành chính tambon.
| STT | Tên        | Tên tiếng Thái | Số làng | Dân số |  |
| --- | ---------- | -------------- | ------- | ------ |  |
| 1.  | Ko Wai     | เกาะหวาย       | 6       | 4.018  |  |
| 2.  | Ko Pho     | เกาะโพธิ์        | 7       | 2.850  |  |
| 3.  | Pak Phli   | ปากพลี          | 7       | 3.634  |  |
| 4.  | Khok Kruat | โคกกรวด        | 7       | 2.817  |  |
| 5.  | Tha Ruea   | ท่าเรือ          | 8       | 4.002  |  |
| 6.  | Nong Saeng | หนองแสง        | 9       | 3.341  |  |
| 7.  | Na Hin Lat | นาหินลาด        | 7       | 3.749  |  |